# Condado de Lake (Oregón)
El condado de Lake es uno de los 36 condados del estado estadounidense de Oregón. La sede del condado es Lakeview, al igual que su mayor ciudad. El condado tiene un área de 21.648 km² (de los cuales 577 km² están cubiertos por agua), la población es de 7.422 habitantes, para una densidad de población de 0 hab/km² (según censo nacional de 2000). Este condado fue fundado en 1874.

## Geografía

### Condados adyacentes
- Condado de Deschutes (norte)
- Condado de Klamath (oeste)
- Condado de Harney (este)
- Condado de Modoc, California (sur)
- Condado de Washoe, Nevada (sur)

## Demografía
Para el censo de 2000 , había 7.422 personas, 3.084 cabezas de familia, y 2.152 familias residiendo en el condado. La densidad de población era de 1 habitantes por milla cuadrada.
La composición racial del condado era:
- 90,97% blancos
- 0,13% negros o negros americanos
- 2,37% nativos americanos
- 0,71% asiáticos
- 0,13% isleños
- 3,19% otras razas
- 2,48% de dos o más razas.

Había 3.084 cabezas de familia, de las cuales el 29,00% tenían menores de 18 años viviendo con ellas, el 58,60% eran parejas casadas viviendo juntas, el 7,50% eran mujeres cabeza de familia monoparental (sin cónyuge), y 30,20% no eran familias.
El tamaño promedio de una familia era de 2,84 miembros.
En el condado el 24,90% de la población tenía menos de 18 años, el 5,10% tenía de 18 a 24 años, el 24,30% tenía de 25 a 44, el 28,10% de 45 a 64, y el 17,70% eran mayores de 65 años. La edad promedio era de 43 años. Por cada 100 mujeres había 100,50 hombres. Por cada 100 mujeres mayores de 18 años había 98,30 hombres.

## Economía
Los ingresos medios de una cabeza de familia del condado eran de USD$29.506 y el ingreso medio familiar era de $36.182. Los hombres tenían unos ingresos medios de $29.454 frente a $23.475 de las mujeres. El ingreso per cápita del condado era de $16.136. El 13,40% de las familias y el 16,10% de la población estaban debajo de la línea de pobreza. Del total de gente en esta situación, 20,40% tenían menos de 18 y el 9,50% tenían 65 años o más.

## Localidades

### Ciudades incorporadas
- Lakeview
- Paisley

### Áreas no incorporadas y lugares designados por el censo
| - Adel - Blaisdell - Christmas Valley - Five Corners | - Fort Rock - New Pine Creek - Plush - Quartz Mountain | - Silver Lake - Summer Lake - Valley Falls - Westside |